# Platylabus sulci
Platylabus sulci är en stekelart som beskrevs av František Gregor Jr 1940. Platylabus sulci ingår i släktet Platylabus och familjen brokparasitsteklar. Inga underarter finns listade i Catalogue of Life.